# 好大夫在线
好大夫在线是中華人民共和國一个在线问诊和医患互动交流平台，總部位於北京朝阳区，成立於2006年。创始人為王航。
2016年，好大夫在线获得银川市医疗机构执业许可证，在该市建立了智慧互联网医院，開始从疾病咨询领域进入疾病诊疗领域。2017年，好大夫在线开始尝试付费问诊模式。医生的诊疗收入与好大夫在线平台分成。有患者因對在线问诊结果不满意、医生回复不及时、无法退款向维权平台投诉。

## 外部連結
- 官方网站